# Scharführer

Scharführer era un rang del Partit nazi. El títol va ser utilitzat per diverses organitzacions paramilitars des del 1925 fins al 1945. Traduït com "cap de patrulla", la utilització del títol de Scharführer pot remuntar-se a la Primera Guerra Mundial, en què sovint el nom designava un sergent o un cap que manava l'acció especial o els esquadrons de xoc i soldats. Ara bé, el càrrec de Scharführer és més conegut com un rang de les SS i un títol de les SA. Primer, al principi del 1921, va ser utilitzat com un títol de la Sturmabteilung, fins que el 1928 es va convertir en un rang real. Va ser el primer rang de suboficial de les SA, i s'identificava amb una clau centrada en un pegat del coll. A partir del 1930, els Scharführers veterans van passar a ocupar un nou rang de la SA: el d'Oberscharführer, denotat per una franja de plata addicional al pegat del coll propi de l'Scharführer.
En un primer moment les SS van utilitzar la mateixa insígnia de Scharführer que la SA, però això va canviar el 1934, quan es va reorganitzar l'estructura jeràrquica de les SS. En aquest moment, el rang d'edat dels SS-Scharführer es podia reconèixer amb el nom SS-Unterscharführer; el títol de SS-Scharführer va passar a ser equivalent a un SA-Oberscharführer. El rang de SS-Truppführer va ser retirat de la SS, per ser substituït pel de SS-Oberscharführer i el nou rang de SS-Hauptscharführer. Les Waffen-SS van crear un rang encara més alt, conegut com a SS-Sturmscharführer.